# Racialismo
Racialismo é a concepção de que a espécie humana se divide naturalmente em raças e que essas raças correspondem a categorias biológicas ostensivamente distintas. A maior parte dos dicionários define o termo "racialismo" como sinónimo de racismo.
Em 2006, a comunidade científica de biólogos considerou que ninguém poderia, graças ao progresso científico, falar de raças humanas. Com efeito, como disse Albert Jacquard numa declaração assinada por seiscentos cientistas:
"O conceito de raça pode ser definido somente dentro de espécies cujos vários grupos foram isolados uns dos outros por um tempo suficientemente longo para que seu patrimônio genético se diferencie. De onde se conclui que, na espécie humana, esta diferenciação é tão pouco pronunciada que o conceito de raças humanas não é operacional".

## Teóricos
Entre os primeiros teóricos das raças, estão Kant e Blumenbach, partidários do monogenismo, Meiners e Sömmering, defensores do poligenismo, Renan ou Arthur de Gobineau e seu Essai sur l'inégalité des races humaines (1853-55). Pierre-André Taguieff estabeleceu a genealogia do racismo dito "científico", que se baseava, entre outros, na existência de zoos humanos. Ao tempo das exposições etnográficas, era bastante comum ver os supostos selvagens em jaulas, lado a lado com macacos.
Hervé Le Bras interessou-se pelas modalidades do racialismo e da raciologia ao tempo de seu trabalho sobre a ideologia demográfica. Entre os homens de ciência capazes de aprovar esta ideologia, ele indica Vacher de Lapouge, (darwinista social), Sir Ronald Fisher (democrata e eugenista negativo) e Paul Rivet, (crente na hierarquia das raças e vice-presidente da Liga dos direitos do homem).